# Liste der Bodendenkmäler in Niederalteich
Auf dieser Seite sind die Bodendenkmäler in der niederbayerischen Gemeinde Niederalteich zusammengestellt. Diese Tabelle ist eine Teilliste der Liste der Bodendenkmäler in Bayern. Grundlage ist die Bayerische Denkmalliste, die auf Basis des Bayerischen Denkmalschutzgesetzes vom 1. Oktober 1973 erstmals erstellt wurde und seither durch das Bayerische Landesamt für Denkmalpflege geführt wird. Die folgenden Angaben ersetzen nicht die rechtsverbindliche Auskunft der Denkmalschutzbehörde.

## Bodendenkmäler der Gemeinde

### Bodendenkmäler in der Gemarkung Niederalteich
| Lage                     | Objekt | Akten-Nr.     | Bild           |
| ------------------------ | --- | ------------- | -------------- |
| Niederalteich (Standort) | Grabhügel vorgeschichtlicher Zeitstellung. Siehe auch: Hügelgrab                                                                   | D-2-7244-0033 |                |
| Niederalteich (Standort) | Siedlung vor- und frühgeschichtlicher Zeitstellung.                                                                                | D-2-7244-0034 |                |
| Niederalteich (Standort) | Untertägige mittelalterliche und frühneuzeitliche Befunde im Bereich des Klosters Niederalteich. Siehe auch: Kloster Niederaltaich | D-2-7244-0169 | weitere Bilder |